# Louis Villat
Louis Villat, né à Paris le 27 octobre 1878 et mort le 12 novembre 1949 dans la même ville, est un historien français spécialiste d’histoire moderne et d'histoire contemporaine qui a exercé comme professeur dans les universités de Besançon et de Toulouse.

## Biographie
Louis Villat naît le 27 octobre 1878 dans le quatrième arrondissement de Paris où il passe une partie de son enfance. Son père, Louis Achille Villat est sous-inspecteur des domaines, mais meurt en juin 1886. Sa mère, Victorine Félicie Augustine, part alors avec Louis et son frère Henri, âgé de 6 ans, vers la Normandie. Elle donne des cours de piano afin de pouvoir financer les études de ses fils. Louis Villat est le frère du mathématicien Henri Villat (1879-1972), membre de l’académie des sciences à partir de 1936, et son président à partir de 1948.
Louis Villat exerce un temps comme professeur au Lycée à Nantes avant la Première Guerre mondiale. Il se marie le 22 décembre 1906 à Bastia avec Julie Marie Françoise Ambrosi. Il obtient l’année suivante l’agrégation d’Histoire-géographie. Louis Villat participe à la Première Guerre mondiale et est décoré de la Croix de guerre.
En matière de politique, Louis Villat adhère au Parti radical dans les années 1920. Il est nommé adjoint au maire de la ville de Besançon à la suite des élections municipales remportées par Charles Siffert en 1925. Louis Villat est également président du Cercle républicain, une association politique, en 1926 et 1927. Cependant, il tourne rapidement le dos au radicalisme, mais ne délaisse en rien la vie politique. En effet, il se présente aux élections législatives de 1928 aux côtés de l’Alliance démocratique. Louis Villat s’éloigne peu à peu de la politique de centre gauche et est régulièrement perçu comme un « traître ». Ainsi, le journal Le Petit Comtois le qualifie de « traître envers ses amis, renégat envers son parti ». Louis Villat est cependant largement battu par le futur ministre Julien Durand. Lors de la Seconde Guerre mondiale, son attitude ambiguë vis-à-vis de la politique du régime de Vichy lui attire les foudres de l’opinion publique lors de la Libération.
Il meurt le 12 novembre 1949 à Paris.

## Carrière universitaire et vie scientifique
Louis Villat donne des cours à la Faculté des lettres de Besançon dès 1921. Villat soutient sa thèse de doctorat en 1924. Elle s’intitule La Corse de 1768 à 1789. En 1926, son ouvrage reçoit une reconnaissance importante comme en témoigne le prix Broquette-Gonin, que l’Académie française choisit de lui accorder pour cette publication.
Louis Villat est d’abord professeur dans les lycées de Nantes, de Bastia, du Puy-en-Velay et de Toulouse. Il devient ensuite professeur d’histoire moderne et contemporaine à l’université de Besançon en 1925, avant de retourner exercer à Toulouse dans les années 1930. Il donne ainsi plusieurs cours qui préparent aux certificats d’études supérieures et à l’agrégation en histoire et en géographie tout en réalisant des cours sur les deux empires napoléoniens.
Louis Villat est nommé à l’Académie des sciences, belles-lettres et arts de Besançon en 1925 avant d’en être le président en 1927 et 1928. Il préside également la Société d’émulation du Doubs en 1926. Il est fait officier de l'Instruction publique.
Louis Villat est démis de ses fonctions à Toulouse en 1944 au profit de Jacques Godechot avant d'être réintégré en 1945. Cependant, les nombreuses pétitions à son encontre pour son attitude durant la guerre provoquent sa mise à la retraite forcée.

## Publications

### Ouvrages
- La Corse de 1768 à 1789, la réduction d'obédience, thèse pour le doctorat des lettres présentée à la Faculté des lettres de l’Université de Paris, Paris, Millot Frères, 1924 ;
- Petite histoire de Corse, Cressé, Éditions des Régionalismes, 1re édition 1908 (réédition 2016 en collaboration avec Raoul Colonna de Cesari-Rocca) ;
- La Révolution et l’Empire (1789-1815), Paris, PUF, 1947 ;
- Visage de la Corse, Horizons de France, 1951 (en collaboration avec Ambrosi Christian)[8].

### Articles
Louis Villat a, entre autres, publié de nombreux articles dans les revues suivantes : 
- Annales de géographie (3 publications de 1914 à 1920)
- Annales du Midi (6 publications de 1918 à 1939)
- Revue d'histoire de l'Église de France (18 publications de 1925 à 1946)
- Revue d'histoire moderne et contemporaine (13 publications de 1927 à 1938)
- Revue internationale de l'enseignement (3 publications en 1929)

## Distinctions

### Décorations
- Officier de l'Instruction publique ;
- Croix de guerre 1939-1945 ;
- Chevalier de la Légion d'honneur.

### Récompense
- Prix Broquette-Gonin en 1926.